# Ձ
La Ja (mayúscula: Ձ; minúscula: ձ; en armenio: ձա) es la decimoséptima letra del alfabeto armenio. Representa la africada alveolar sonora (/d͡z/) en el armenio oriental y la africada alveolar aspirada sorda (/t͡sʰ/) en el armenio occidental.  Creada por Mesrop Mashtots en el siglo V, tiene un valor numérico de 80. Su forma en mayúscula es similar a el número arábigo 2.

## Galería

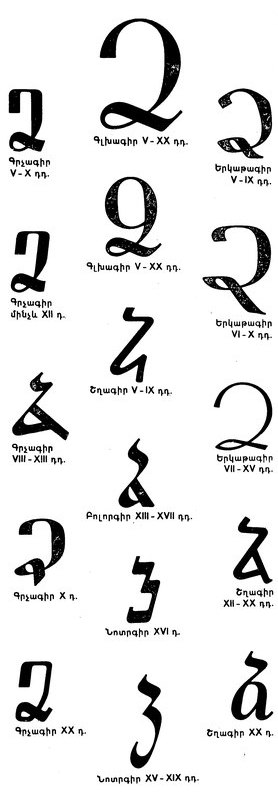
Varias fuentes históricas

Erkat'agir redondeada
Erkat'agir angular
Bolorgir
Notrgir
Shghagir
Forma tipográfica
Forma manuscrita

## Codificación
| Carácter      | Ձ                          | Ձ                          | ձ                        | ձ                        |
| ------------- | -------------------------- | -------------------------- | ------------------------ | ------------------------ |
| Unicode       | ARMENIAN CAPITAL LETTER JA | ARMENIAN CAPITAL LETTER JA | ARMENIAN SMALL LETTER JA | ARMENIAN SMALL LETTER JA |
| Codificación  | decimal                    | hex                        | decimal                  | hex                      |
| Unicode       | 1345                       | U+0541                     | 1393                     | U+0571                   |
| UTF-8         | 213 129                    | D5 81                      | 213 177                  | D5 B1                    |
| Ref. numérica | &#1345;                    | &#x541;                    | &#1393;                  | &#x571;                  |